# Bezirksamt Neckargemünd
Das Bezirksamt Neckargemünd war ein Bezirksamt im Großherzogtum Baden mit Sitz in Neckargemünd. Es bestand von 1813 bis 1857 zunächst aus 40 Gemeinden und ab 1832 aus den 23 Gemeinden Neckargemünd, Bammental, Dilsberg, Gaiberg, Gauangelloch, Haag, Lobenfeld, Mauer, Meckesheim, Michelbach, Mönchzell, Moosbrunn, Mückenloch, Neunkirchen, Oberschwarzach, Ochsenbach, Schönbrunn, Schwanheim, Spechbach, Unterschwarzach, Waldhilsbach, Waldwimmersbach und Wiesenbach.

## Entstehung
1803 wurden kurpfälzische und speyerische Landesteile zur badischen Pfalzgrafschaft vereinigt und von Mannheim aus als Oberbehörde verwaltet. Als untere Behörden entstanden aus dem bisherigen Unteramt Dilsberg die Ämter Neckargemünd und Neckarschwarzach. Das Amt Neckargemünd entsprach dem Gebiet der Meckesheimer Zent. Mittlere Behörde war die sogenannte Landvogtei Dilsberg mit Sitz in Heidelberg, wo auch das Oberamt beheimatet war. Die Landvogteien gingen schon bald in den neu eingerichteten Landkreisen auf. Das Neckargemünder Amt gehörte zum „Neckarkreis“ mit Sitz in Mannheim, ab 1832 zum neu gebildeten Unterrheinkreis. Aus den Ämtern Neckargemünd und Neckarschwarzach wurden nach dem Organisationsedikt vom 24. Juli 1813 im Jahre 1814 das Bezirksamt Neckargemünd gebildet.

## Entwicklung
Das Bezirksamt Neckargemünd umfasste zunächst 40 Gemeinden: Die Städte Neckargemünd und Waibstadt sowie alle Orte der Meckesheimer und Reichartshausener Zent. 1832 mussten infolge der Kreisreform mehrere Gemeinden an die Bezirksämter Neckarbischofsheim und Neudenau abgegeben werden. In den Folgejahren verlor Neckargemünd – trotz Protesten aus der Bevölkerung und dem Umland – immer mehr Aufgaben an Heidelberg. Das Amt umfasste 1845 noch 23 Gemeinden mit 15.159 Einwohnern. 1857 wurden in Baden Rechtsprechung und Verwaltung getrennt. Das Bezirksamt Neckargemünd wurde aufgelöst und dem Bezirksamt Eberbach zugeschlagen. Stattdessen wurde Neckargemünd Sitz eines der neu eingerichteten Amtsgerichte.

## Aufgaben
Dem Bezirksamt Neckargemünd oblagen im Laufe seines Bestehens Aufgaben der Justiz, die Oberaufsicht über die Polizei, die Kontrolle der Brücken und Landstraßen, das Wasserzollamt, die „Obereinnehmerei“, die Domänen- und Forstverwaltung, sowie die Aufsicht über die gemeine Wohlfahrt und Sicherheit, wie die Unterhaltung eines Gefängnisses für den Bezirk. Von diesen Aufgaben wurden im Laufe des Bestehens des Bezirksamtes immer mehr Bereiche nach Heidelberg abgezogen: 1838 die Obereinnehmerei, 1841 die Forstverwaltung, 1843 das Wasserzollamt, nach 1844 die Domänenverwaltung.

## Leiter
Leiter des Bezirksamts waren:
- Amtsvorsteher Franz Melchior Reidel (1803 bis 1816)
- Amtsvorsteher Philipp Jakob Orff (1816 bis 1819)
- Amtsverweser Jakob Wundt (1819)
- Amtsvorsteher Karl Philipp Lindemann (1819 bis 1840)
- Oberamtmann Josef Rüttinger (1840 bis 1848)
- Oberamtmann Wilhelm Spangenberg (1848 bis 1851)
- Oberamtmann Maximilian Leers (1851 bis 1854)
- Oberamtmann Wilhelm Bulster (1854 bis 1857)

## Auflösung
Das Bezirksamt Neckargemünd wurde 1857 aufgelöst und die ihm zugehörigen Gemeinden dem Bezirksamt Eberbach zugeteilt.
Diese Zuteilung des Neckargemünder Amtes zum Bezirk Eberbach wurde in den Folgejahren von der Bevölkerung des Amtes Neckargemünd stark kritisiert, obwohl Amtstage in Neckargemünd abgehalten wurden. Das Heidelberger Tageblatt stellte am 15. November 1859 fest, „gar mancher Amtsuntergebene habe sich nicht entschließen können, seine Ansprüche in Eberbach zu verfolgen, da er die Kosten scheuen musste, die ihm ein solcher weiter Weg, zumal im Winter, jenseits des Neckars verursache. Zudem bestehe gar kein Geschäftsverkehr nach Eberbach. Wolle man das Verwaltungsamt in Neckargemünd nicht mehr herstellen, so teilt die diesseitige Bevölkerung nur einen Wunsch, den nämlich, dass sie dem Oberamt Heidelberg zugeteilt wird.“
Laut Heidelberger Tagblatt vom 9. März 1860 berichtete der Abgeordnete Schwarzmann der Zweiten Ständekammer des Großherzogtums Baden in Karlsruhe über die Bitte mehrerer Gemeinden, das Amt Neckargemünd wieder einzurichten. Die Kommission stellte den Antrag, die Bittschrift dem großherzoglichen Staatsministerium zu überweisen. Der Präsident der 2. Ständekammer Karl Junghanns empfahl der Regierung, das Amt Neckargemünd wiederherzustellen. Der großherzogliche Regierungskommissär erklärte hierauf, dass der Regierung die Missstände bekannt seien. Man habe bisher im Hinblick auf eine Wiedereinrichtung des Amts Neckargemünd noch keine Entscheidung getroffen, weil man abwarten wollte, ob die im Bau begriffene Eisenbahn diesen Klagen nicht abzuhelfen vermöge. Kammerpräsident Junghanns wünschte, dass die großherzogliche Regierung dieses Abwarten beenden möge, da man bereits wisse, welche Orte die Eisenbahn „berühren“ werde. Der Kommissionsantrag wurde hierauf angenommen. Zu einer Wiedereinrichtung des Bezirksamtes Neckargemünd kam es zwar nicht mehr, aber 1863 wurde der Westteil des früheren Neckargemünder Amtes dem Oberamt Heidelberg angeschlossen.